# 정상헌 (농구 선수)
정상헌 (鄭尙獻, 1982년 5월 9일 ~ )은 대한민국의 전 농구 선수이다.
2005년 KBL 국내선수 드래프트에서 1라운드 8순위로 대구 오리온스에 입단했다. 이후 군대를 전역하고 은퇴를 하였다.
2013년 6월 26일 자신을 무시하는 처형을 목졸라 살해한 후 3일 뒤인 6월 28일 밤 10시 사체를 인근 야산에 암매장 해 살인 및 사체를 유기했다. 그리고 이 사건으로 징역 20년을 선고 받았다.

## 학력
- 서울돈암초등학교
- 삼선중학교
- 경복고등학교
- 고려대학교 (중퇴)